# Jiří Mádl
Jiří Mádl (* 23. října 1986 České Budějovice) je český filmový herec, režisér a scenárista. Hrál například ve filmech Snowboarďáci, Rafťáci, Konfident, Colette, Gympl, Probudím se včera, Děti noci, Hra, představil se také v mezinárodních projektech Borgia (seriál), Interlude in Prague nebo Berlin Eins.
Režíroval filmy Pojedeme k moři, Na střeše a Vlny. V roce 2024 dostal Českého lva za režii i scénář filmu Vlny.

## Studium
Mádl absolvoval Biskupské gymnázium J. N. Neumanna v Českých Budějovicích v roce 2006 (jeho spolužačkou byla herečka Petra Nesvačilová). Po gymnáziu krátce studoval obor Psychologie na Filozofické fakultě UK. Studoval obor Sociální a masová komunikace na Univerzitě Jana Ámose Komenského v Praze, který absolvoval v roce 2009. V roce 2011 absolvoval kurz scenáristiky na New York Film Academy.

## Filmová tvorba
Jako režisér a scenárista debutoval v roce 2014 filmem Pojedeme k moři, který získal mnohá[ujasnit] ocenění po celém světě.[zdroj?] Jeho druhým celovečerním počinem je snímek Na střeše (2019), třetí film Vlny z období normalizace měl premiéru na karlovarském festivalu v roce 2024. Film má rekordní návštěvnost, byl v užších nominacích na filmovou cenu Oscar a v USA získal cenu Satellite Award za nejlepší cizojazyčný film, kterou uděluje International Press Academy.
Je nejmladším hercem, který kdy dostal ocenění Křišťálový Globus za nejlepší mužský herecký výkon na Mezinárodním Filmovém Festivalu v Karlových Varech. Je členem Evropské filmové akademie a dramaturgické rady Mezinárodního filmového festivalu pro děti a mládež ve Zlíně.

## Literární tvorba
- Přitažlivost planety Krypton, román, 304 s., BizzBooks 2022, ISBN 978-80-265-1078-9

## Ostatní aktivity
Příležitostně hrál v mládežnických divadlech (s jednou hrou, kterou napsal, vyhrál divadelní soutěž), v Jihočeském divadle. Zahrál si také ve videoklipech Je nám teplo seskupení S hudbou Vesmírnou a ve videoklipu Astronaut kapely Sabrage.

### Charitativní aktivity
V roce 2017 založil ArteFond, který finančně podporuje umělecky nadané děti z dětských domovů. Spolu s bratrem Janem Mádlem organizují od roku 2009 charitativní fotbalové utkání Fotbalová Exhibice, sdružení Pomáháme sportem, ve svém rodném městě České Budějovice. Je už několik let patronem Dne dětské onkologie v České republice a dlouhodobě podporuje i Centrum Arpida v Českých Budějovicích.

### Občanské angažmá
V dubnu 2010 se pod vedením režiséra Petra Zelenky účastnil společně s Marthou Issovou natáčení politicko-agitačního klipu určeného pro mládež Přemluv bábu a dědu, ať nevolí levici, který zvedl ve společnosti vlnu vášní a stal se tématem polemiky na stránkách mnoha osobních blogů i internetových periodik. Herec a jeho příbuzní se poté stal(i) terčem anonymních výhrůžek a rovněž drobného osobního napadení.
Je jedním ze zakladatelů firmy Hugo Bike, která vyrábí designové elektrické koloběžky. Svůj podíl prodal v roce 2016. S Tomášem Jindříškem a Radkem Špicarem založil v roce 2018 projekt Evropa v datech. Od roku 2018 je akcionářem firmy OutdoorTrip.

## Filmografie

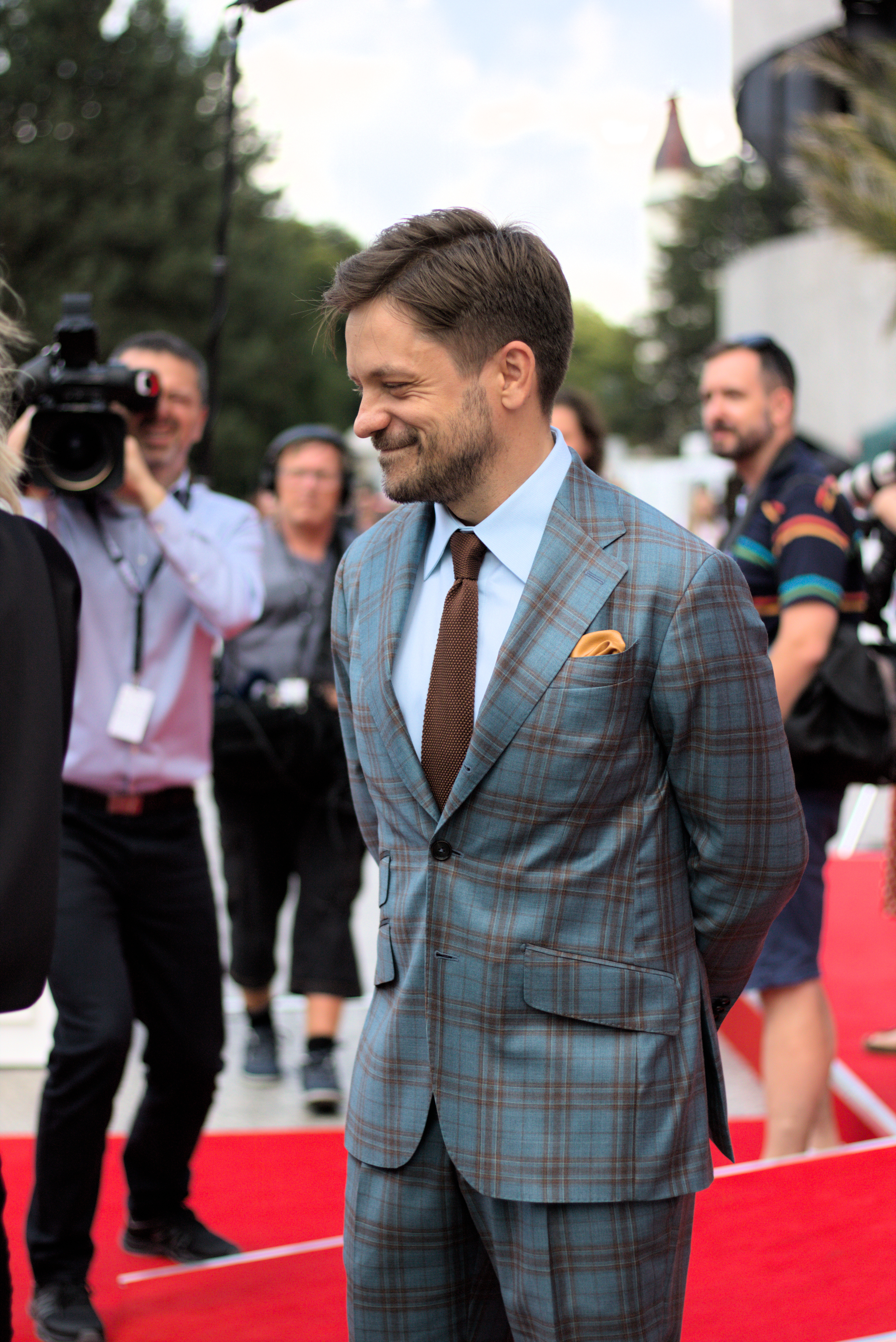
Jiří Mádl při uvedení filmu Vlny na MFF Karlovy Vary

### Scenárista a režisér
- 2014 – Pojedeme k moři (včetně režie)
- 2015 – Celebrity s.r.o. (scénář s Petrem Hudským)
- 2019 – Na střeše (včetně režie)
- 2024 – Vlny

### Herec
2004:
- Snowboarďáci – Jáchym
- Redakce (TV seriál) – bratranec Lindy
- Nadměrné maličkosti: Hypnóza (TV film) – Péťa

2005:
- Všichni musí zemřít (TV film)

2006:
- Ro(c)k podvraťáků – Márty Mašek
- Po hlavě... do prdele – bratr Madony
- Rafťáci – Filip
- Jak se krotí krokodýli – Vašek Rychman

2007:
- Gympl – Michal Kolman
- Překažené dostaveníčko
- Škola ve mlejně (TV film)
- Trapasy (TV seriál)

2008:
- Taková normální rodinka – Zdeněk
- Děti noci – Ubr
- Bathory – mnich Cyril
- Soukromé pasti

2009:
- Naděje (studentský film)
- Ulovit miliardáře
- We Shoot with Love (video film)
- Ctrl Emotion – Viktor
- Peklo s princeznou
- Láska rohatá (televizní pohádka)

2011:
- V peřině
- Znamení koně (TV seriál)
- Borgia (TV seriál)

2012:
- Konfident
- Láska je láska
- Probudím se včera – Petr Kovář (18 let)
- Čtyři slunce – Jerry

2013:
- Colette – Vili Feld

2014:
- Vejška – Michal Kolman
- Všiváci – Venca

2015:
- Celebrity s.r.o. – Tomáš
- Škoda lásky (TV cyklus)
- Padesátka – Famfulík (rok 1977)
- Svatojánský věneček – Ondra
- Alenka – dívka, která se nestane (Arik Sapošnik 1–12 série, TV seriál, český dabing)

2016:
- Vlk z Královských Vinohrad (režie: Jan Němec)
- Lída Baarová

2017:
- Mezihra v Praze (režie: John Stephenson)

2018:
- První akční hrdina (režie: Jan Haluza)
- Hra (režie: Alejandro Fernández Almendras)
- Den štěstí (režie: Ivan Fíla)
- Vodník (režie: Viktor Tauš)
- Sever (režie: Robert Sedláček)

2020:
- Modelář (režie: Petr Zelenka)
- Miluju tě, Pucinko (internetová minisérie, také režie)

2021:
- Deníček moderního fotra (režie: Jan Haluza)
- Prvok, Šampón, Tečka a Karel (režie: Patrik Hartl)
- Hotel Kokořín (internetový seriál, také režie)

2022:
- Pánský klub (režie: Matěj Balcar) – Cyril

2025:
- Džob

## Osobní život
Podle portálu Super.cz byla jeho přítelkyní herečka Eva Josefíková.